# Base d'aéronautique navale de Fréjus-Saint Raphaël
La base aéronautique navale de Fréjus-Saint Raphaël  est une base aérienne de la Marine nationale française, située à 2 km au sud du centre de Fréjus, dans le département du Var, devenue « base nature » de Fréjus. Elle est située à l'embouchure et l'Argens et du Reyran vers la Méditerranée
La base aéronautique navale de Fréjus-Saint Raphaël fut la première base aéronavale de France et un important centre expérimental aéronautique.
Cent dix membres de la base sont morts en service aérien commandé de 1912 à 1995.
Elle abritait également un aéroport civil, l'aéroport de Fréjus - Saint-Raphaël qui a accueilli pendant de nombreuses années entre 1960 et 1990 des lignes saisonnières essentiellement vers Paris.

## LaFlotte du Levant
La Marine royale française était quasi inexistante avant 1624. Elle hérite de plusieurs traditions dont en Méditerranée celle de l'ordre de Saint-Jean de Jérusalem qui recrutait ses chevaliers dans les meilleures familles de la noblesse française pour former les officiers de la flotte du Levant.
Le terme flotte du Levant désigne sous l'Ancien Régime l'ensemble des navires de la marine royale française destinés aux opérations navales (suprématie navale, protection des convois, lutte contre la piraterie) en Méditerranée. Elle est l'alter ego de la flotte du Ponant, basée en Manche et dans l'Atlantique sa première installation se fait à Fréjus en 1689.

## Aviation et origines

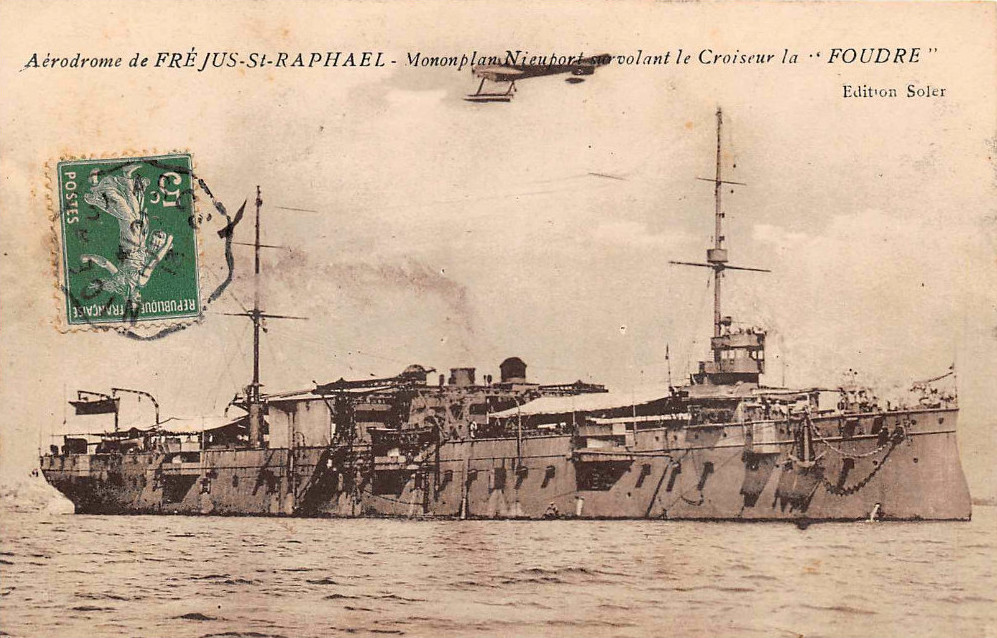
Fréjus monoplan Nieuport survolant la Foudre.

Le 25 juillet 1909, Louis Blériot franchit la Manche ; en mars 1910, Henri Fabre fut, sur l'étang de Berre, le premier à faire s'envoler un hydravion ; Eugene Ely, le 14 novembre 1910, est le premier à décoller d'un navire, il s'agit d'un biplan « Curtiss » depuis d'une plate-forme aménagée sur le croiseur américain USS Birmingham (CL-2). En ces débuts de l'aéronautique, tous ces exploits intéressent les marines militaires des grandes puissances qui constituèrent à partir de cette époque ce qui allait devenir l'aéronautique navale.
En avril 1910, le vice-amiral Auguste Boué de Lapeyrère, ministre de la Marine, par une vaste loi-programme de réorganisation de la marine, propose de créer un Centre aéronautique marine (CAM).
Un Farman est acheté pour 25 000 FF. En février 1911, le Chef d'état-major de la Marine, vice-amiral Laurent Marin-Darbel fait aménager la La Foudre pour pouvoir accueillir des aéronefs. En juin 1911, le capitaine de vaisseau René Daveluy commence à chercher un site ; le 20 octobre 1911 Fréjus-Saint-Raphaël est sélectionné.
Le capitaine de vaisseau Daveluy justifiant son choix : {{Citation|Je résolus donc de limiter tout d'abord mes recherches à la côte orientale de Provence qui est moins soumise à l'influence du Mistral. Notre choix se fixa sur une plaine inculte en bordure du golfe de Saint-Raphaël, et qui est devenue depuis l'aérodrome naval de Fréjus
Théophile Delcassé, ministre de la Marine décide d'établir un premier aérodrome naval dans les marécages à l'embouchure de l'Argens le 26 octobre 1911.
Les dimensions de l'aérodrome sont alors de 500 m de largeur et 1 200 ou 900 m de long environ.
Le 9 décembre un budget de 1 150 000 FF sera débloqué : 400 000 FF pour les terrains, la piste, 200 000 FF pour les locaux et 250 000 pour les avions.
En juin 1911, le capitaine de vaisseau René Daveluy, commandant le bâtiment-base d'aviation Foudre, sur lequel il fait procéder aux premiers essais de plate-forme d'envol pour avions, est chargé d'organiser l'aéronautique maritime. Il propose qu'elle forme une unité indépendante, qu'elle dispose d'une grande base (ce sera Montpellier puis Fréjus) et qu'elle soit dotée de trois types d'avions : un avion/hydravion côtier, un croiseur aérien et un avion léger embarqué capable d'opérer depuis la Foudre.
Démissionnaire à la fin décembre 1911, Daveluy est remplacé par le capitaine de frégate Louis Fatou et le service de l'aviation maritime est créé par décret du 20 mars 1912, qui donne un aérodrome ainsi établi sur le littoral (le futur Fréjus-St Raphaël), un ancien croiseur bâtiment-base d'aviation la Foudre, des bâtiments de flottille et du matériel volant. À cette époque, la Marine nationale française ne dispose que de deux avions : un biplan Maurice Farman, livré le 26 décembre 1910, et un hydravion Canard Voisin livré le 15 avril 1912. Courant juin 1912, ce dernier est monté à bord de la Foudre et effectue une dizaine de vols aux mains du lieutenant de vaisseau Pierre Cayla. Le choix de La Foudre ne s'avère pas concluant, le navire ne pouvant recevoir que des hydravions, qu'il faut mettre à l'eau puis récupérer à l'aide de grues.
Néanmoins, ces vols, ainsi que ceux des monoplans Nieuport VI, conduisent le chef d'état-major de la Marine Pierre Le Bris à demander la transformation de la Foudre, afin que les avions puissent en décoller. Ce n'est qu'en novembre 1913 qu'est prise la décision d'installer une plate-forme à l'avant du navire, construction effective six mois plus tard.
Le 20 mars 1912, création du service de l'Aéronautique maritime. Le 29 juin 1912, expropriation ce qui permet de porter la superficie du terrain à 45,2 hectares. Le 15 octobre 1912, le lieutenant de vaisseau Hautefeuille devient le 1er commandant de la base. Avril 1913 voit la construction du hangar no 1 s'achever. Cinq Nieuport sont commandés en mai 1913.

### Roland Garros
Le 23 septembre 1913, Roland Garros passe à la postérité pour avoir réussi la première traversée aérienne de la mer Méditerranée en 7 h 53 min évoluant à une vitesse moyenne de 101 km/h. Son amie Marcelle est la seule femme et la seule civile présente sur le terrain du Centre d’aviation de la base aéronautique navale de Fréjus-Saint-Raphaël d’où il prend l'air. Jean Cocteau, qui écrira plus tard sur Roland Garros le long poème intitulé Le Cap de Bonne Espérance y évoque la « jeune femme au manteau de skunks ». Le monoplan Morane-Saulnier, équipé d'un moteur Gnome de 80 chevaux et d'une hélice Chauvière décolle à 5 h 47, alourdi de 200 litres d’essence et de 60 L d'huile de ricin. Garros part à la boussole, avec un moteur qui subit deux pannes et perd une pièce, au large de la Corse et au-dessus de la Sardaigne. Il lui reste 5 litres d'essence quand il se pose à Bizerte à 13 h 40 après avoir parcouru quelque 780 kilomètres,.
À Marseille, puis à Paris, l’aviateur est accueilli en triomphe. Il faut dire qu’après cet exploit, le vainqueur de la Méditerranée devient la coqueluche de la France et du tout-Paris. J. Cocteau qui, comme l’a dit Jean-Jacques Kihm, l’un des meilleurs connaisseurs du poète, « avait une véritable passion d’être l’ami des gens les plus célèbres de son temps », a réussi à se faire présenter au héros de la Méditerranée, qui l’emmènera plusieurs fois en avion faire de l'acrobatie aérienne. Il lui dédiera son poème Le Cap de Bonne-Espérance.
Tous ses pairs les plus prestigieux félicitent l’aviateur de son exploit et déjà la presse évoque les premières lignes aériennes, qui ne verront réellement le jour qu’après la guerre.

## Première Guerre mondiale
Le 8 mai 1914, René Caudron, aux commandes d'un biplan Caudron Type J réussit un premier décollage et vient amerrir un peu plus loin et le 9 juin 1914, le lieutenant de vaisseau Jean de Laborde échoue dans la même tentative. Il est indemne, mais l'appareil est perdu, ce qui entraîne le démontage de la plate-forme de la Foudre. Cependant, lors des grandes manœuvres navales de mai 1914, une douzaine d'hydravions équipés de la TSF est affectée à des missions de reconnaissance jusqu'à 200 km sur divers points de la mer Méditerranée, principalement à Toulon et à Bizerte (Tunisie). Alors que l'entrée en guerre est proche, les expérimentations sont interrompues et la plate-forme démontée, la Marine nationale française donnant la priorité à l'hydravion.
En novembre 1918, l'aéronautique navale française représente 1 260 appareils dont 800 en ligne, 8 000 hommes dont 700 pilotes (550 en action) et 36 CAM. Au niveau de l'Aérostation maritime il y avait 37 dirigeables, 200 ballons captifs, 4 800 hommes dont 144 pilotes et 239 observateurs aérostiers. Le hangar no 2 est en chantier dès 1914 et terminé en 1915. En 1915, l'électricité sous 10 000 V en 25 Hz est installée. En 1918, le hangar no 3, une cuisine équipage et un pavillon officiers sont construits. En juin 1917, installation d'un slip à roulettes et d'une grue de 10 t. Puis en 1918 construction d'un 2e slip en bois et un 2e à roulettes. Le 29 juillet 1914, deux escadrilles sont formées pour surveiller l'Italie.
Le 12 août 1916, un sous-marin est repéré d'où la mise en place d'un canon de 140 mm.
Le 8 septembre 1916, afin de dissocier les missions d'expérimentation de celles d'instruction des pilotes, la commission d'études pratiques d'aéronautique (CEPA) est créée Sa mission est de procéder aux études expérimentales prescrites par le ministre,
En 1917, mise en place d'une escadrille de combat à Saint-Raphaël équipée de 5 FBA puis de 6 Donnet-Denhaut. La même année le sous-marin Cigogne (Q39) part, accompagnée du submersible Alose, pour Fréjus afin de servir de cible aux tirs et aux bombardements de l'aviation pour l'expérimentation d'une nouvelle arme contre les sous-marins. Le tir, effectué le 28 mars 1918 par l’hydravion commandé par le commandant Le Prieur et piloté par Albert Duval, coulera le sous-marin l'Alose.
Création des patrouilles aériennes de Provence le 4 juin 1917. Le CAM est créé le 24 février 1918 donc l'escadrille d'entraînement est dissoute.
En mai 1918, le LV l'Escaille va en Grande-Bretagne pour y étudier le concept des décollages depuis le pont de navires de guerre. À la suite de ces observations, le cuirassé Paris reçoit deux plates-formes de 20 m sur les tourelles avant et arrière. Ces essais sont dirigés par le lieutenant de vaisseau Paul Teste du 12 au 16 octobre 1918 avec l'aide des pilotes suivants Vétillard, Hurel et Faye volant sur Hanriot.

## L'entre-deux-guerres
Tous les meilleurs appareils de la Marine française sont regroupés au Centre aéronautique marine. Au 1er janvier 1919, 179 hydravions sont utilisés.
Des essais de décollages courts sont effectués depuis le pont de l'aviso Bapaume avec des Hanriot et des Nieuport. Le 20 octobre 1920, le 1er appontage est effectué par Paul Teste avec son Hanriot sur le premier porte-avions français le Béarn.
La 3e escadrille est constituée de la T10 crée le 1er juin 1924 ; qui sera par la suite (1er mars 1925) rebaptisée 7B1. Cette escadrille est équipée alors de Farman F-65 Goliath. L'aviation d'escadre (AC1, AR2 et 7B1) est transférée à Hyères en mai 1925 sauf la 7B1 qui va à Berre en janvier 1927. Extension de 14,8 hectares du centre.
Une grue Derrick de 10 t est mise en place en 1919 et une deuxième de 11 t fabriquée par Foucannier est installée en 1920. Les hangars Bessonneau 50 et 51 sont disponibles en 1927 ; le no 9 est lui en service en 1923. 1930 voit le goudronnage et la mise en place d'une grue titan de 15 t.
La BN301 est créée le 1er mars 1923, commandée par le LV Montrelay. D'autres formations comme l'escadrille 5B1 et l'École de pilotage sur hydravions y sont basées. Pendant les années 1930 de nombreux hydravions sont testés et évalués.

## La Seconde Guerre mondiale
En septembre 1940 la base commandée par le CF Sala est fermée. Après une réouverture en septembre 1941 ; elle est de nouveau fermée en novembre 1942.
Le 15 septembre la base est mise en gardiennage. Une école de chasse est créée en février 1940. Le 22 et 23 mai 1940, évacuation vers Hourtin et création de l'escadrille de chasse AC5. Le réarmement en septembre 1941 comprend une École de chasse, une division hydravion de cette dernière et l’École du personnel volant.
Début 1942, 34 appareils sont affectés aux écoles. En mai de violentes inondations ravagent le site. Et en novembre 1942 la zone libre est envahie, la base est de nouveau fermée le 27 novembre. Fin décembre 1942, 20 bombardiers allemands s'installent. Le 27 janvier 1943 un lieutenant pilote italien, qui essayait le Léo 45 no 486, après un décollage catastrophique, écrase l'appareil au sol à l'atterrissage. le feldmarschall Hugo Sperrle visite la base le 2 mars 1943. Le 14 septembre 1943, les Italiens se retirent de Fréjus.
Lors du débarquement de Provence le 15 août 1944, la force navale est constituée de trois divisions américaines forment la Force Kodak du général Lucian Truscott. Les troupes d'assaut du 6e corps américain sont elles-mêmes divisées en trois forces ; l'une d'elles, la Force Camel du général John E. Dahlquist, composée de la 36e division d'infanterie, débarque du côté Est sur trois plages différentes : Fréjus, face à la base d'aéronautique navale de Fréjus, au Dramont et sur la plage d'Anthéor. La base subit alors de nombreux dommages.

## L'Après-Guerre
Le 1er janvier 1946, la base est réarmée. Le CEPA est reconstitué le 1er juillet 1946. La section Essais crée en décembre 1944 devient Escadrille 10S le 1er juillet 1945 avec le LV Hervé. La 10S est l'escadrille de la CEPA, elle est provisoirement basée à Hyères. Au 30 septembre 1946, 30 avions y sont affectés. L'escadrille s'établit sur la base fin décembre 1946 avec 26 appareils. Une section Hélicoptère de la 10S créée en 1954. La 58S est transférée de Saint-Mandrier vers Fréjus le 22 juin 1954 avec ses Bell 47D et HUP-2.

## Barrage de Malpasset
Le barrage de Malpasset était un barrage voûte qui avait été construit sur le Reyran, dernier affluent rive gauche de l’Argens. Sa retenue devait assurer l’alimentation en eau de l'agglomération de Fréjus/Saint-Raphaël, des communes environnantes et de leur plaine agricole. Le 2 décembre 1959, cinq ans après la fin de sa construction, sa rupture provoque le déferlement quasi instantané d’une cinquantaine de millions de mètres cubes d'eau de son lac de retenue en crue à cause d'une période intense de précipitations. Elle fait 423 victimes et des dégâts matériels considérables, routes, voies ferrées, fermes, immeubles détruits. C'est une des plus grandes catastrophes civiles françaises du XXe siècle. Le 2 décembre 1959, la rupture du barrage de Malpasset détruit également la base qui se trouve à l'embouchure du Reyran.
« Alertés à Toulon dans la nuit, le porte-avions La Fayette, six escorteurs de la Marine nationale se rassemblent en baie de Saint-Raphaël. Plus tard d’autres bâtiments apporteront un concours actif au soutien des sinistrés, tandis que 9 HUP-2 et 2 Alouette utilisent le porte-avions comme base et volent sans relâche pour les opérations de secours et de ravitaillement avant de pouvoir utiliser un héliport sommairement aménagé sur la B.A.N. même, à partir du 5 décembre. Ainsi la Marine est rapidement présente pour apporter un précieux concours aux vastes opérations d'aide aux habitants. »

## Après 1960
Le 15 février 1965, le Breguet Br.1050 Alizé no 54 s'écrase à Fréjus.

## École de survie et sauvetage d'aéronautique navale
L'École de survie et sauvetage d'aéronautique navale (ESSAN) est fondée en 1981.

## Détachements d'unités
- Flottille 33F s'établit sur la BAN Saint-Raphaël d'août 1962 à juillet 1964
- Escadrille 10S
- Escadrille 20S
- Escadrille 58S
- Commando de Penfentenyo

## Les détachements d'aéronefs

### Nord 2504 Noratlas
« Construit à un seul exemplaire au lieu de cinq prévus, le Nord 2504 est dérivé du célèbre Nord 2501 utilisé massivement par le transport aérien militaire français et plus connu du grand public sous le nom de Noratlas. L'appareil effectue son premier vol le 17 novembre 1958 avant d'être livré à l'aéronautique navale en juin 1959.Affecté toute sa carrière à la BAN Fréjus-Saint Raphaël (escadrille 10S), sa grande soute aménagée lui permettait d'effectuer aussi bien de l'instruction (radaristes, navigateurs) que des expérimentations au profit du CEPA. Le 2 décembre 1959, il sortira sans trop de dommages de la rupture du barrage de Malpasset qui détruit partiellement la base aéronavale. »

### Breguet Atlantic
Le Breguet Atlantic est mis en place en avril 1962. En 1963-1965, le système d'armes est mise au point et les équipages en formation. Le « détam » est transféré le 1er octobre 1965 à Nîmes-Garons. Le no 04 sert aux essais du MAD, du lance-bouées d'écoute sous-marine, des ballonnets photo, du missiles Martel et des équipements de l'Atlantique 2. En 1970, un détachement Martel s'établit, il sera dissous le 1er septembre 1975.

### SA321G Super Frelon
Le détachement est s'établit en 1965. juillet 1967, le Super Frelon no 102 est livré à la 20S ; deux appareils supplémentaires sont livrés en octobre et novembre. En décembre, la version ASM fait son apparition. Le même mois l'escadrille 27S est créée au CEP (Centre d'Essai du Pacifique) ; la 20S fournit 4 SA321. En 1970, la 20S n'a plus que deux appareils.

### Alouette III
En 1962, le CEPA met au point l'Alouette III « Pedro ». En 1969 débutent les études pour les futures corvettes C67. Le 1er juillet 1973, le détachement SA-319B (harpon, MAD et Mk.44) est établi ; le premier appareil est reçu le 18 octobre. Le 1er février 1974, l'Alouette III no 2082 de l'escadrille 20S s'écrase devant la base à 2 nautiques dans le 270 du Lion de mer.
Le 9 septembre le détachement Alouette III-ASM devient la flottille 34F.

### WG-13 Westland Lynx
En 1971, la décision est prise de détacher quelques Lynx à Fréjus. Le 12 juin 1973, le détam est officiellement créé. Le 2 janvier 1974, les études sur le radar ORB-31 commence. Du 19 au 22 mars des Lynx anglais font des essais en mer sur la frégate anti-sous-marine Tourville. Les essais armements ont lieu en 1975-76, ainsi qu'une autre campagne en mer sur la frégate anti-sous-marine Duguay-Trouin. En 1977, les prototypes du Lynx no 05-04 embarquent sur la FASM De Grasse.

### Jaguar M
Le détachement Jaguar est mis en place le 1er septembre 1968. Le Jaguar M no 05 vole pour la première fois le 14 novembre 1969. Entre juillet 1970 et octobre 1971 a lieu une campagne d'essai sur le Clemenceau. Après l'abandon du programme, l'unité est dissoute en février 1973. En avril 1975, le « détam Sue » s'installe sur la base.
La flottille 33F revenant de Lartigue est affectée à la base le 1er août 1962 avec ses HSS-1 jusqu'au 1er juillet 1964, année de son déménagement vers Saint-Mandrier. La Section initiation au vol (SIV) est créé en 1975 avec des MS.880 Rallye. Le 28 octobre 1977, le Centre d'expérimentations pratiques de l'Aéronautique navale remplace la Commission d’études pratiques de l'Aéronautique navale. Au niveau du programme Lynx ; le prototype no 05-04 est affecté à la 20S le 14 avril 1978. Du 15 au 20 mai des essais sur la FASM Georges Leygues ont lieu en mer. Le 28 septembre, le premier Lynx de série sort des chaînes. En 1978, l'escadrille 20S possède pas moins de 5 Lynx qui servent également à l'entraînement des pilotes de la 31F. Le 1er août 1978 est créé le Groupement d'Intérêts Lynx (GIL) ; qui sera par ailleurs dissout le 1er octobre 1979 après 2 000 heures de vol (dont 400 de nuit), 52 pilotes formés (31F, 34F et 3.F). Les 16-17 octobre, le Lynx est testé à bord de la Jeanne d'Arc. Puis essais monomoteur sur le porte-avions Foch en juin-juillet 1979. Le 1er juillet 1980, le détachement est fermé.

### Super Étendard
En 1977, les appareils de présérie no 01 et no 02 sont testés. Les premiers appontages sur le Foch ont lieu en janvier 1978. Cinq pilotes sont entraînés et différents essais armements (AN-52, AM-39 Exocet et Magic 1) ont lieu en juillet 1978. Le 17 juillet 1980, le détachement est dissous. De nouveaux équipements tels que l'ARAR-12 et le système de navigation Omega Equinox sont adaptés pour l'Alizé en 1981.
Le 7 septembre 1981, le détachement Xingu est en place ; le 26 mai 1982 le premier appareil est livré. Le 1er janvier 1983, l'unité est dissoute puis devient SIT à Lann-Bihoué (près de Lorient).
Le 15 décembre 1982, le premier Nord 262E est livré à la 56S puis évalué par le CEPA.
Le détachement Falcon 20H Gardian est en place le 13 septembre 1982 à Istres ; le 14 avril 1983 le premier exemplaire est livré. Le détam est dissous en juillet 1984.

### Atlantique 2
Le 13 septembre 1982, installation du détachement à Istres, le 1er septembre 1985 les détam Atl-1 et 2 fusionnent. Le 9 janvier 1986, l'Atlantique 2 no 01 (en fait l'Atlantic 1 no 42 modifié) est assigné au détachement. Le 26 octobre 1989, le premier exemplaire est remis à la Marine à Lann-Bihoué. Le 26 mars 1990, l'unité est transférée à Lann-Bihoué et dissoute le 1er février 1991.

### Super Étendard modernisé
Le détam SEM est installé le 1er juillet 1991 à Istres, avec le SEM no 69 transformé en septembre 1992. Des essais sur le Foch ont lieu entre le 26 mars et 6 avril 1993 avec le SEM no 08.

### Rafale M
Le 1er juillet 1991, le détachement s'installe à Istres. Le 12 décembre 1991, le Rafale M01 vole pour la première fois. En 1992 et 1993, les campagnes de simulations appontages/ catapultages ont lieu à Lakehurst (en) aux États-Unis. En avril 1993, premiers appontages sur le porte-avions Foch. Le 8 novembre 1993, le Rafale M02 prend l'air. Entre le 24 janvier et le 3 mai a lieu la deuxième campagne sur le Foch. Fin juin 1990, deux AS365F Dauphin sont évalués. En octobre 1993, c'est au tour de l'AS565SA Panther.
En septembre 1992, le détam NH-90 est en place à Fréjus puis il déménage à Chabeuil le 5 septembre 1994. La SES redevient 10S le 1er novembre 1986. Le 31 juillet 1987, le Nord 2504 est retiré du service.

### Composition du parc aérien des escadrilles en 1990

#### Pour la 10S
- 1 Nord 262
- 1 Br.1050 Alizé
- 2 EMB-121 Xingu
- 2 PA-31 Navajo

#### Pour la 20S
- 2 SA.321G Super-Frelon
- 2 WG 13 Lynx
- 2 Alouette III
- 2 Alouette II

## Lignes aériennes commerciales
la BAN de Fréjus-St Raphaël, à l'instar de la BAN de Lorient-Lann Bihoué ou Nimes-Garons, a également accueilli des vols commerciaux. 
En 1965, l'aéroport de Fréjus- Saint-Raphaël a accueilli la compagnie Skyways Coach-Air (devenue en 1971, Skyways International) qui assurait une ligne saisonnière vers Lympne dans le Kent en Grande-Bretagne. 
Entre le début des années 1970 et le début des années 1990', la compagnie Air Inter exploitait une ligne saisonnière vers Paris-Orly '. 
En 1972, Air Inter l'exploitait du 30 juin au 9 septembre et en 1974, Air Inter l'exploitait en Fokker 27-500 du 29 juin au 8 septembre'. 
En 1981, la compagnie française Sinair exploitait une ligne saisonnière vers Grenoble en Beechcraft 200 King Air de 9 passagers.

## Fermeture de la base
Le 1er février 1991, les escadrille 10S et 20S fusionnent. La décision de fermer Fréjus est prise le 16 avril 1992 par Pierre Joxe, ministre de la Défense. Elle est effective le 30 juin 1995.
Le CEPA est transféré à Hyères, le CESSAN vers Lanvéoc et l'escadrille 10S est dissoute le 14 mars 1995. Elle est recréée à Hyères en septembre 2001 et devient CEPA/10S.

## Base nature François-Léotard
L'histoire de la base nature démarre dans la polémique. François Léotard écrit dans son livre Honneur : « Qui a jamais écrit que la Ville de Fréjus a acheté la base aéronavale qui se trouve sur son territoire, en 1995, plus de six mois après mon départ du ministère de la Défense, au prix fixé par l'administration des Domaines »
La base nature François-Léotard est donc créée en 2007 avec un budget d'acquisition de 6 930 000 €

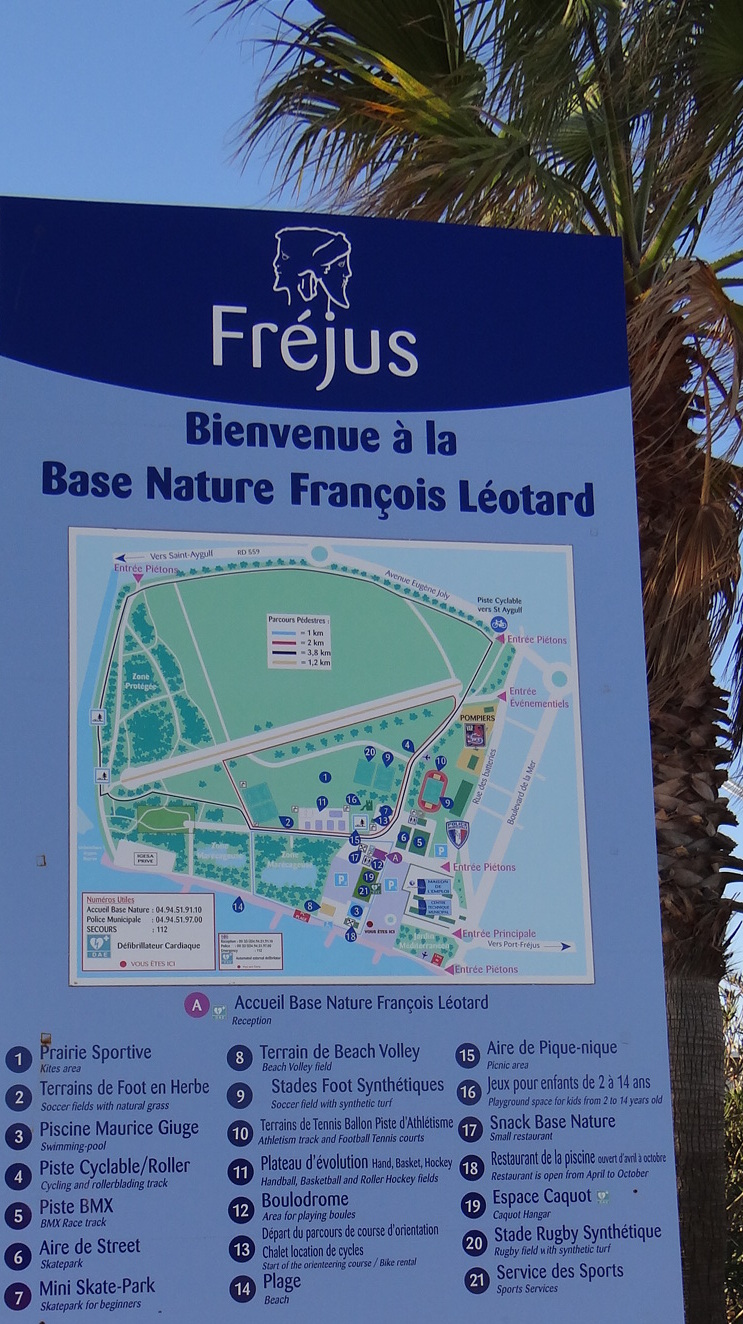
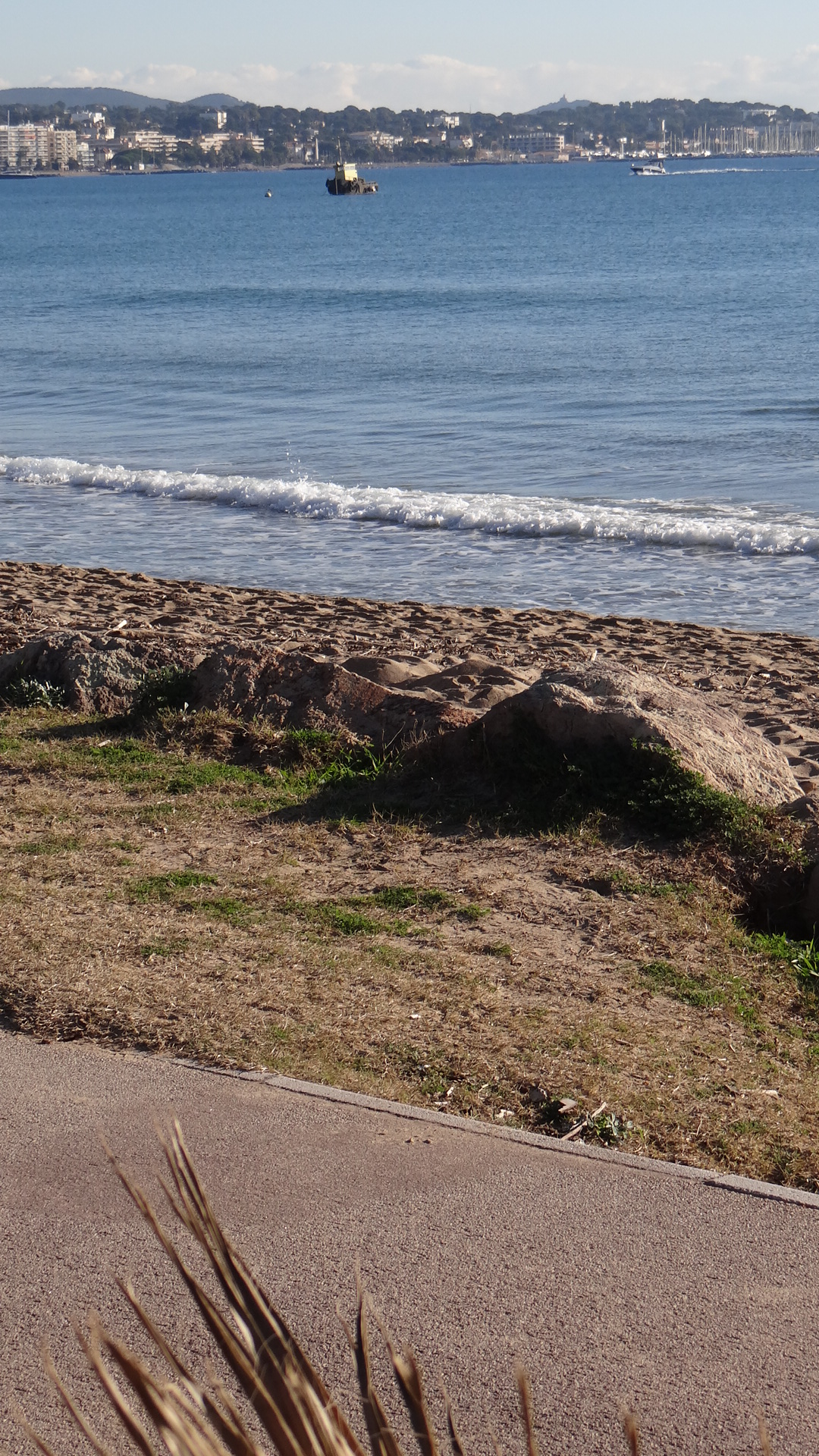
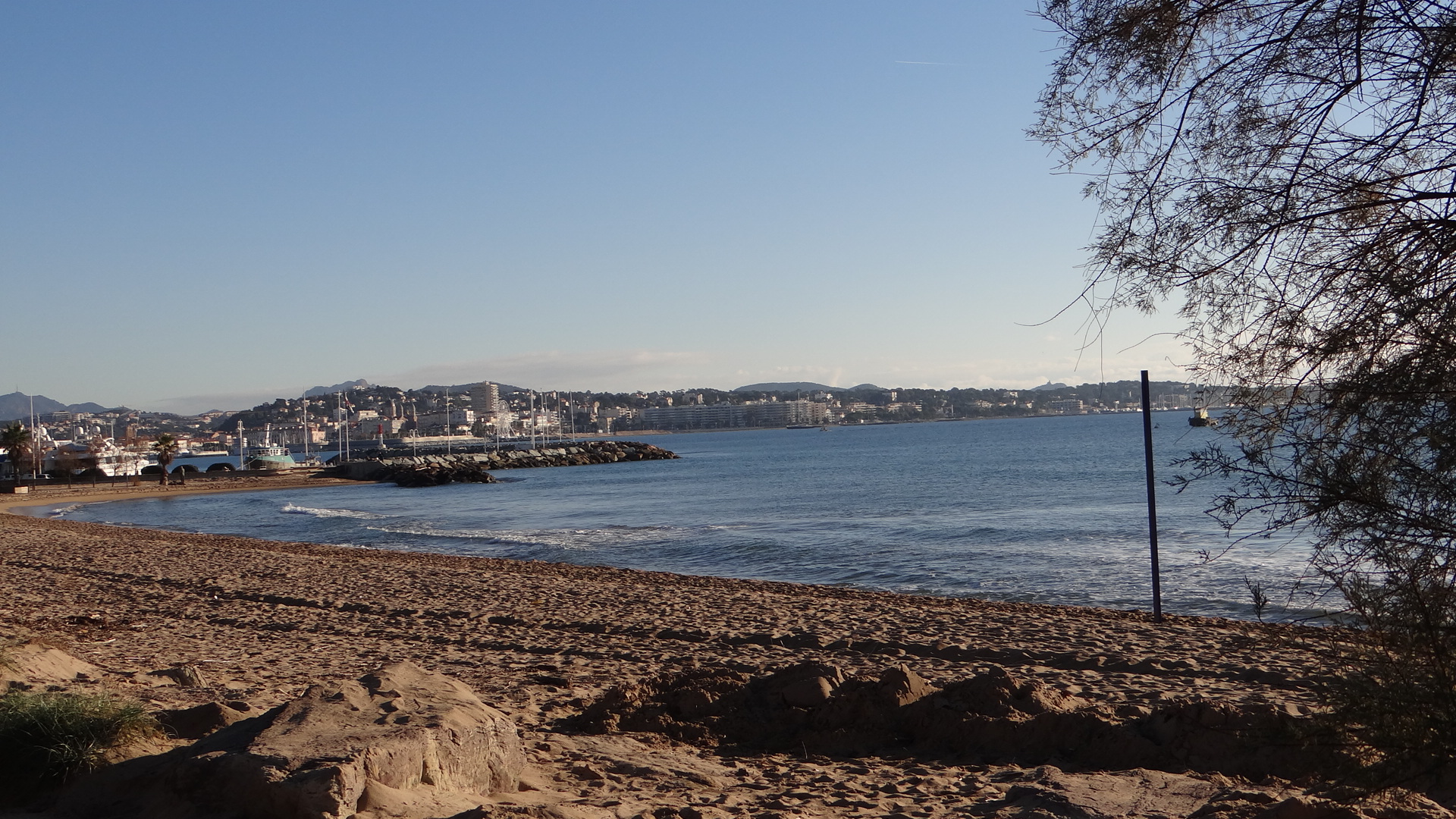
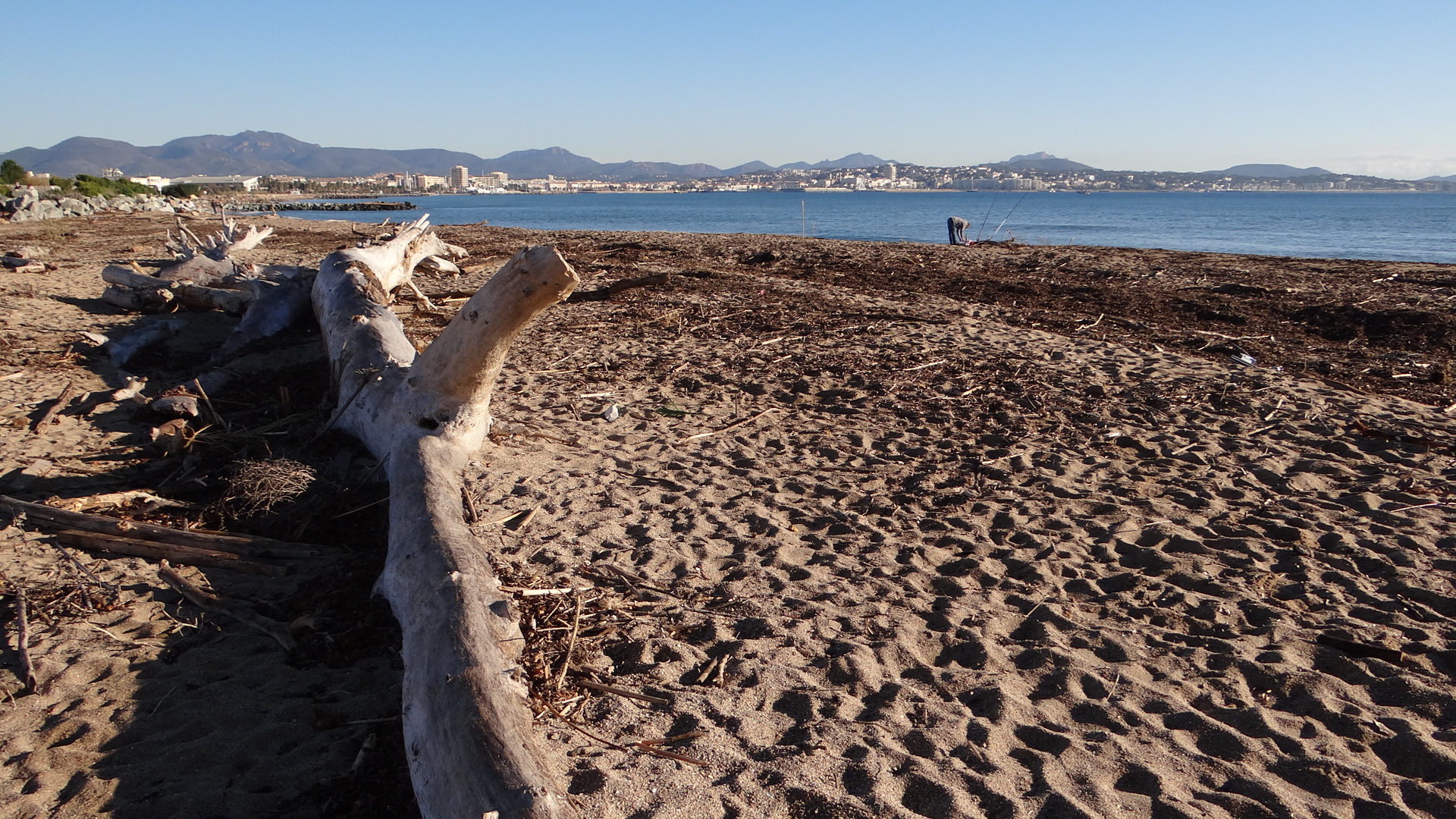
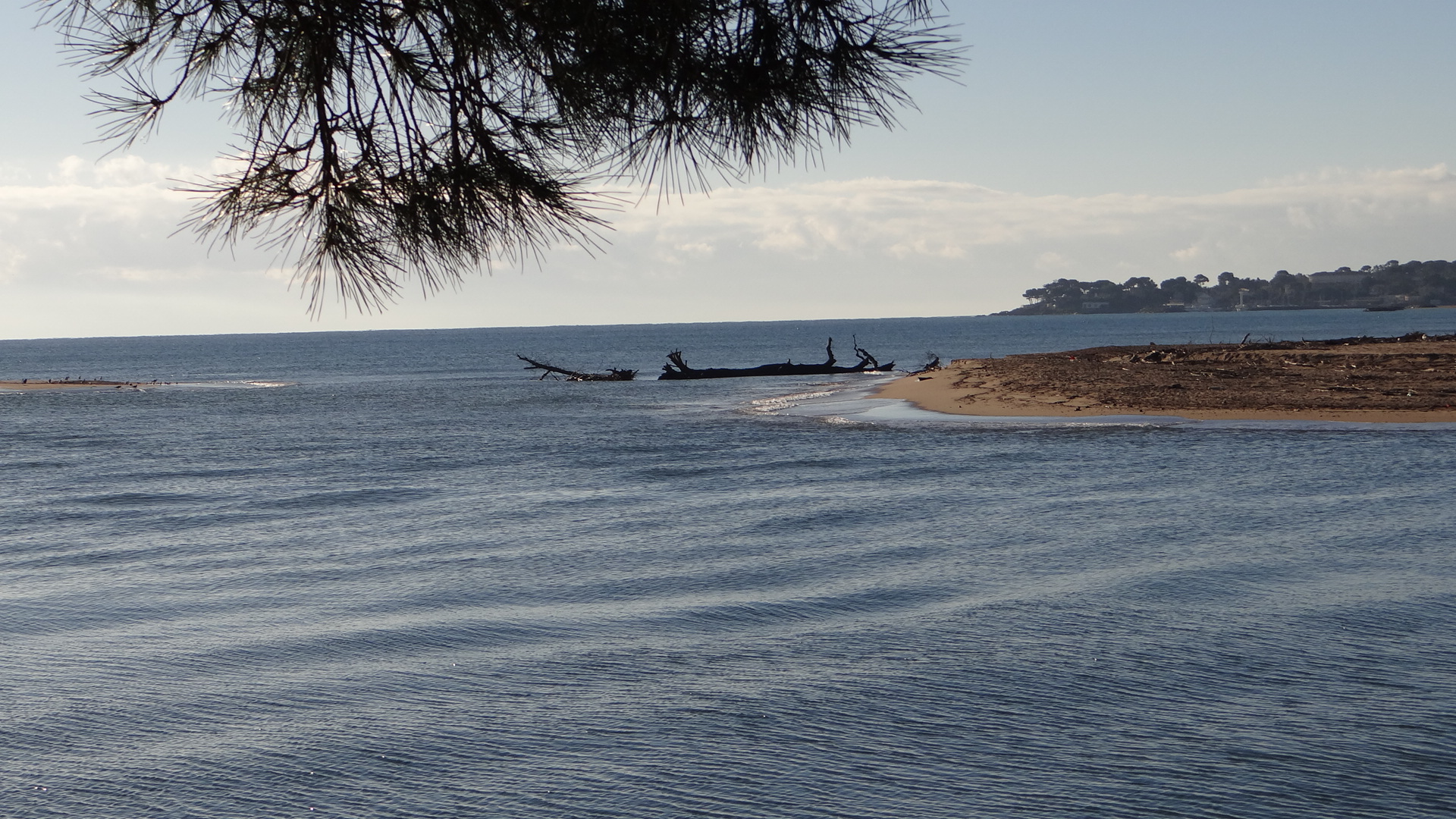

### Retour aux sources
Le 8 juillet 2013, un aéronef se pose à nouveau sur la piste en urgence.
En mars 2006, Stéphane Rousson teste son Zeppy depuis la base dans le cadre de ses préparatifs pour la traversée de la Manche en ballon dirigeable à propulsion humaine.

### Filmographie
Une partie du film Risque maximum (1996) avec Jean-Claude Van Damme a été tournée a la base nature de Fréjus.

## Personnalités
- Jean Graglia
- Roland Garros
- Stéphane Rousson[32]